# Хана Мюрей
Хана Мюрей (на английски: Hannah Murray) е английска актриса, родена на 1 юли 1989 г. в Бристъл. Тя е популярна с ролята си на Каси Ейнсуърт в тийндрамата Скинс на Е4 от 2007 до 2008 г. и на Гили в Игра на тронове. Играла е във филма Chatroom.

## Филмография

### Кино
| Година | Заглавие на български  | Оригинално заглавие | Роля    | Режисьор | Бележки |
| ------ | ---------------------- | ------------------- | ------- | -------- | ------- |
| 2010   | „Чат стая“             | Chatroom            | Емили   |          |         |
| 2010   | „Утроба“               | Womb                | Моника  |          |         |
| 2012   | „Тъмни сенки“          | Dark Shadows        |         |          |         |
| 2012   | „Малко слава“          | Little Glory        | Джесика |          |         |
| 2013   | „Предавателна станция“ | The Numbers Station | Рейчъл  |          |         |
| 2017   | „Детройт“              | Detroit             | Джули   |          |         |

### Телевизия
| Година    | Заглавие на български | Оригинално заглавие                                | Роля          | Режисьор          | Бележки |
| --------- | --------------------- | -------------------------------------------------- | ------------- | ----------------- | ------- |
| 2009      |                       | Agatha Christie Marple: Why Didn't They Ask Evans? | Дороти Савидж | телевизионен филм |         |
| 2010      |                       | Above Suspicion 2: The Red Dahlia                  | Емили         | 2 епизода         |         |
| 2007–2013 | „Скинс“               | Skins                                              | Каси Ейнсуърт |                   |         |
| 2012–     | „Игра на тронове“     | Game of Thrones                                    | Гили          |                   |         |